# Черкасов, Андрей Борисович
Андрей Борисович Черкасов (род. 28 декабря 1957, Москва) — российский художник, монументалист, мастер фарфоровых миниатюр. Известен своим уникальным подходом к созданию фарфоровых изделий, объединяющим традиционные техники с авторскими инновациями.

## Ранние годы
Андрей Борисович Черкасов родился 28 декабря 1957 года в Москве, в районе Тушино, в семье инженерно-технических работников. Отец — заместитель главного энергетика Тушинского машиностроительного завода. Мать — инженер в НИИ Теплоприбор. С раннего детства Черкасов проявлял интерес к рисованию.

«Рисую где попало и что попало. Учительница в школе стонет - пол-тетради- уроки, пол-тетради - картинки»
В 1970 году, по совету художника, заслуженного работника культуры РСФСР, Игоря Пчёлко, Андрей Черкасов поступил в Московскую среднюю художественную школу (МСХШ). В 1976 году, после окончания МСХШ, продолжил образование в Московском Государственном художественном институте им. В. И. Сурикова. В 1982 году Черкасов получил специализацию художника-монументалиста под руководством профессора Юрия Константиновича Королёва. В 1982—1984 служил рядовым в рядах Советской Армии в Чеховском районе под Москвой.

## Карьера

### Монументальное искусство
После окончания института Черкасов работал в Комбинате Монументально-декоративного Искусства (КМДИ) в Москве, где осуществил ряд собственных проектов и участвовал в создании монументальных работ в соавторстве с другими художниками:
- 1980 — роспись фойе в биологической школе № 119 (в соавторстве с Р. Хаяльдиновым);
- 1981 — сграффито в общежитии МАИ (в соавторстве с М. Ерошкиным и С. Щипковым);
- 1982 — сграффито в фойе общежития МАДИ в Москве;
- 1983 — сграффито в клубе военной части под Чеховым;
- 1985 — роспись фойе библиотеки на ул. Молдагуловой в Москве;
- 1990 — комплексное оформление санатория «Балтия» в Юрмале бетонными рельефами и бассейном;
- 1991 — роспись в роддоме № 1 в Москве (в соавторстве с С. Щипковым).

### Фарфор
С 1993 года Черкасов полностью посвятил себя работе с фарфором, начав с традиционных техник синего гжельского фарфора и декоративного прорезного фарфора с золочением и лепкой. Позднее он перешёл к созданию авторских коллекций в технике многоцветной подглазурной росписи, основной тематикой которых стала жизнь русской провинции, её жители и архитектура.
Изначально была создана коллекция фарфоровых изделий, изображающих деревню с живущими на её улицах гусями, утками и бегающим вдоль наклонившихся домов и заброшенной бани поросенком. Жители этой фарфоровой деревни изображены ведущими размеренный образ жизни. С течением времени, коллекция расширилась, и на её основе был создан фарфоровый город с красивыми усадьбами и храмами. В этом городе на фарфоровых улицах можно увидеть изображения важных господ, среди которых присутствуют фигуры, напоминающие Гоголя и Пушкина.
В дальнейшем, с появлением фабрики, фарфоровый город трансформировался в столицу, обогащенную изображениями Соборной площади и кремлевских храмов. В коллекции представлены фарфоровые фигурки жителей разного социального положения: старики, дети, дамы, мужчины, рабочие, военные и писатели. Значительный интерес вызывает наблюдение за фарфоровыми персонажами в их привычной среде, например, фигурка деда и бабки у печки, которые, по-видимому, недавно поссорились, или фигурка человека, напоминающего Грибоедова, расслабленно сидящего в кресле перед столиком с бутылкой и открытой книгой.
Коллекция также включает в себя фарфоровые изображения знатных дам и простых женщин, идущих за водой, малыша на горшке и суровых рабочих. Все эти фигурки являются частью уникального фарфорового мира, созданного мастером. За два десятилетия работы над этой коллекцией было создано более тысячи пятисот произведений.
Работы Черкасова отличаются особой техникой письма, стилем и палитрой собственных красок. Его работы представлены в музеях и частных коллекциях в России и за рубежом, включая Музей истории Москвы, Оружейную Палату Московского Кремля, Музей фарфора, лаков и живописи в Плёсе, Музей шахмат и фарфора в Петербурге. В среде исскуствоведов и коллекционеров уже утвердилось определение «Черкасовский фарфор»
.

Его бы фарфоровые города — да в учебники по истории… Может, тогда прилежные ученики, став взрослыми, не стали бы спорить о вечных ценностях. Потому что нельзя спорить о непреложном…
— Елена Казённова. Журнал «Русский Дом»

## Основные коллекции
- «Город. Зима» — состоит из сотен домиков-шкатулок, церквей-штофов, крепостных стен с башнями и разных мелких построек с фигурками «малых жителей» между ними[13][14].
- «Поместье. Лето» — деревенская тема с летними сюжетами[15][16][17].
- «Дом. Семья» — интерьеры конца XIX века с крупными фигурками людей, мебелью и архитектурными элементами классической русской усадьбы[13][18][19][20].
- «ПКиО.60-е» — городские сюжеты и пейзажи позднесоветского времени[6][15][21].
- «Й-Проспект.80е» — сюжеты предперестроечных 70-80-х годов на базе горизонтальных «стен» и вертикальных «пилонов»[6].
- «НЕжители» и «Призраки» — «тени прошлого» мелькающие в пространстве новых проспектов и спальных районов мегаполисов.
- «НЕвыставка» — видеосъёмка в формате «4К» фарфоровых проектов[22].

## Выставки
Черкасов участвовал в многочисленных персональных и групповых выставках как в России, так и за рубежом.
- 1997 — Выставочный зал Тушино
- 1998 — Mall Gallery и Royal Miniature Society в Лондоне
- 2000 — Оружейная Палата Московского Кремля
- 2001 — Музей истории Москвы
- 2004 — Музей А. С. Пушкина и его филиал в Денежном пер.
- 2005 — Музей истории Москвы
- 2006 — МАХЛ РАХ
- 2008 — Музей-усадьба Архангельское
- 2008 — Елагиноостровский музей-заповедник в Петербурге
- 2009 — Музей-усадьба Царицыно
- 2011 — Филиал Музея А. С. Пушкина в Денежном пер.
- 2015 — Краеведческий музей Коломенского Кремля
- 2015 — Выставочный зал Тушино
- 2017 — Книжная ярмарка в РГДБ
- 2018 — Музей-усадьба Коломенское в Москве

## Техника письма
Основные коллекции Черкасова созданы с использованием техники многоцветной подглазурной росписи и фарфорового бисквита, основанных на базе собственных краскок. Его авторский стиль отличается пространственной живописной полихромной росписью. Основная тема работ — жизнь русской провинции, городки и деревни с их самобытным укладом, не менявшемся сотни лет. Коллекции Черкасова включают серые сараи и заборы под вётлами, пруды и церкви с погостами, заросшие парки усадеб, сельские и городские домики, огороды и сады и сами жители. Черкасов придумывает все эскизы, идеи и рисунок росписи заново на каждом новом предмете, они не компилируются и не повторяются. Изготовление красок, роспись, все технические работы по изготовлению форм, литью, глазуровке и обжигу, а также последующие фотографические работы и сопроводительные тексты — выполняются собственноручно и по собственным идеям. Техника подглазурного, мягкого, литьевого фарфора органично сочетается с темой коллекций. Черкасов использует плавные контуры домиков-шкатулок, сосудов в форме храмов и фигурок людей, обогащая однотипные модели разнообразными сюжетами и тем самым внося новизну в пространство своих живописных работ. Многообразие и масштаб коллекций Черкасова открывают возможности для их компоновки в различные сюжетные ансамбли, предназначенные как для фото- и киносъемок, так и для демонстрации в выставочных залах. Разработка объектов представляет собой многоэтапный процесс, требующий значительного времени, иногда до нескольких лет, и включает в себя требования к высокой точности исполнения и стратегическому планированию со стороны автора.

## Семья
- Жена — Светлана Архипова, художница, выпускница Московского государственного пединститута (художественно-графический факультет).